# Étude pour le drapé de la Vierge
Vous lisez un « article de qualité » labellisé en 2021.  Il fait partie d'un « thème de qualité ».
Étude pour le drapé de la Vierge est un dessin réalisé par le peintre florentin Léonard de Vinci et conservé au département des arts graphiques du musée du Louvre. Il est exécuté au fusain, à l'encre de Chine et au lavis de gris, avec des rehauts de blanc de céruse sur papier jauni teinté de noir.
Vraisemblablement créé entre 1507 et 1510 — bien que des chercheurs repoussent cette date vers 1516-1517 —, le dessin constitue une étude préparatoire au drapé du manteau de la Vierge Marie présent dans le tableau Sainte Anne, la Vierge et l'Enfant Jésus jouant avec un agneau conservé au musée du Louvre. Il appartient à une série d'études largement postérieures au début de la création du tableau en 1502-1503, chacune consacrée à un de ses détails. Deux d'entre elles traitent ainsi particulièrement des parties du drapé — le tissu sur la cuisse droite de la figure et le tombé du pan de tissu sur la hanche de la figure. Le motif décrit étant assez différent du tableau mais se retrouvant sur des copies d'atelier, les chercheurs voient dans ce travail un argument en faveur de la théorie selon laquelle ces copies seraient autant de prototypes grandeur nature du tableau du Louvre.
Le dessin se distingue par la multiplicité des matériaux utilisés et la complexité de la technique qui sont déployés au bénéfice d'une œuvre d'une grande finesse. De fait, le dessin de l'Étude pour le drapé de la Vierge témoigne de l'évolution de la maîtrise technique du peintre depuis ses débuts.

## Description
Le dessin de l'Étude pour le drapé de la Vierge a pour support une feuille de papier pratiquement carrée préparée de jauni teinté de noir et de dimensions 23,0 × 24,5 cm. Il est réalisé à la pierre noire ou au fusain repris avec un pinceau chargé de pigments bruns, gris et blancs, que ce soit d'encre de Chine ou de rehauts de gouache blanche.
Il présente un drapé enveloppant les jambes d'une personne vue de côté : la jambe droite est tendue et, cachée pour partie derrière elle, la jambe gauche est repliée. En outre, le bas du buste, le bras gauche et le pied droit sont à peine esquissés, mais suffisamment visibles pour qu'il soit possible d'en deviner la posture.

## Historique

### Contexte de création

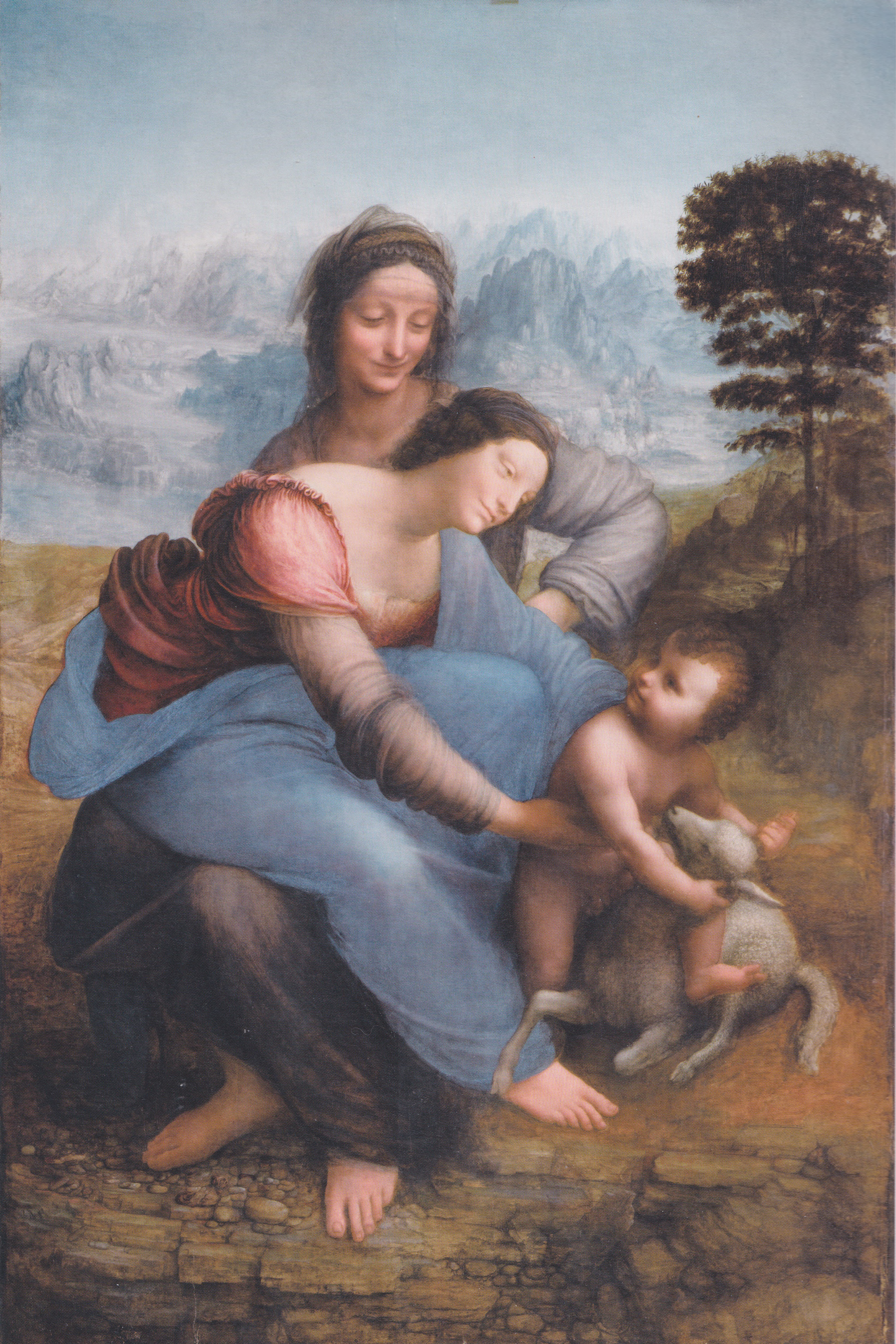
Le dessin est réalisé dans le cadre de la création de Sainte Anne, la Vierge et l'Enfant Jésus jouant avec un agneau (1503-1519, musée du Louvre, no inv. 776).

Au moment de la création du dessin de l'Étude pour le drapé de la Vierge entre, au plus large, les années 1507 et 1517, Léonard de Vinci a entre cinquante-cinq et soixante-cinq ans. Il entame en 1508 ce qui est nommé sa « seconde période milanaise », qui s'étendra jusqu'en septembre 1513. Il est célèbre non seulement en Italie mais aussi en Europe et de puissants commanditaires se disputent ses services comme ingénieur ou comme artiste, tels le roi de France Louis XII et ses subordonnés — son secrétaire d'État Florimond Robertet et le gouverneur qu'il a dépêché à Milan, Charles d'Amboise —, Julien de Médicis en 1513 puis François Ier en 1515.
Bien qu'il se déclare volontiers éloigné de la peinture, Léonard de Vinci produit plusieurs œuvres durant cette période : Salvator Mundi (après 1507), La Scapigliata (1508), Léda et le Cygne (1508), Saint Jean-Baptiste en Bacchus (1510-1515) ou Saint Jean-Baptiste (entre 1513 et 1516). Par ailleurs, il s'est attelé depuis le tournant du siècle à la création d'une « Sainte Anne trinitaire », sans qu'il soit toutefois établi qui en est précisément le commanditaire : l'œuvre actuellement conservée au Louvre, entamée dès 1502-1503, demeure certainement toujours à l'état d'ébauche vers 1507-1508, puisque le peintre l'a très vraisemblablement délaissée entre 1504 et 1507.
Deux types d'études se rapportent directement à ce tableau : celles qui permettent la création du carton et celles qui constituent « les ultimes changements décidés par le maître » et en sont donc les plus éloignées temporellement. Avec son « caractère foncièrement expérimental » si typique, le dessin de l'Étude pour le drapé de la Vierge appartient résolument à ce second groupe. Le tableau est à ce moment-là déjà suffisamment avancé pour qu'il ne soit plus possible à Léonard de Vinci d'en modifier la composition d'ensemble. Son travail consiste dès lors à en exécuter et parfaire les détails, dont les drapés des personnages et les rochers qui les entourent : il exécute ainsi une dizaine d'études — parmi lesquelles l'Étude pour le drapé de la Vierge — visant à affiner ce qu'avait initialement porté le carton.
D'autres dessins préparatoires à Sainte Anne, la Vierge et l'Enfant Jésus jouant avec un agneau
et contemporains de l'Étude pour le drapé de la Vierge.

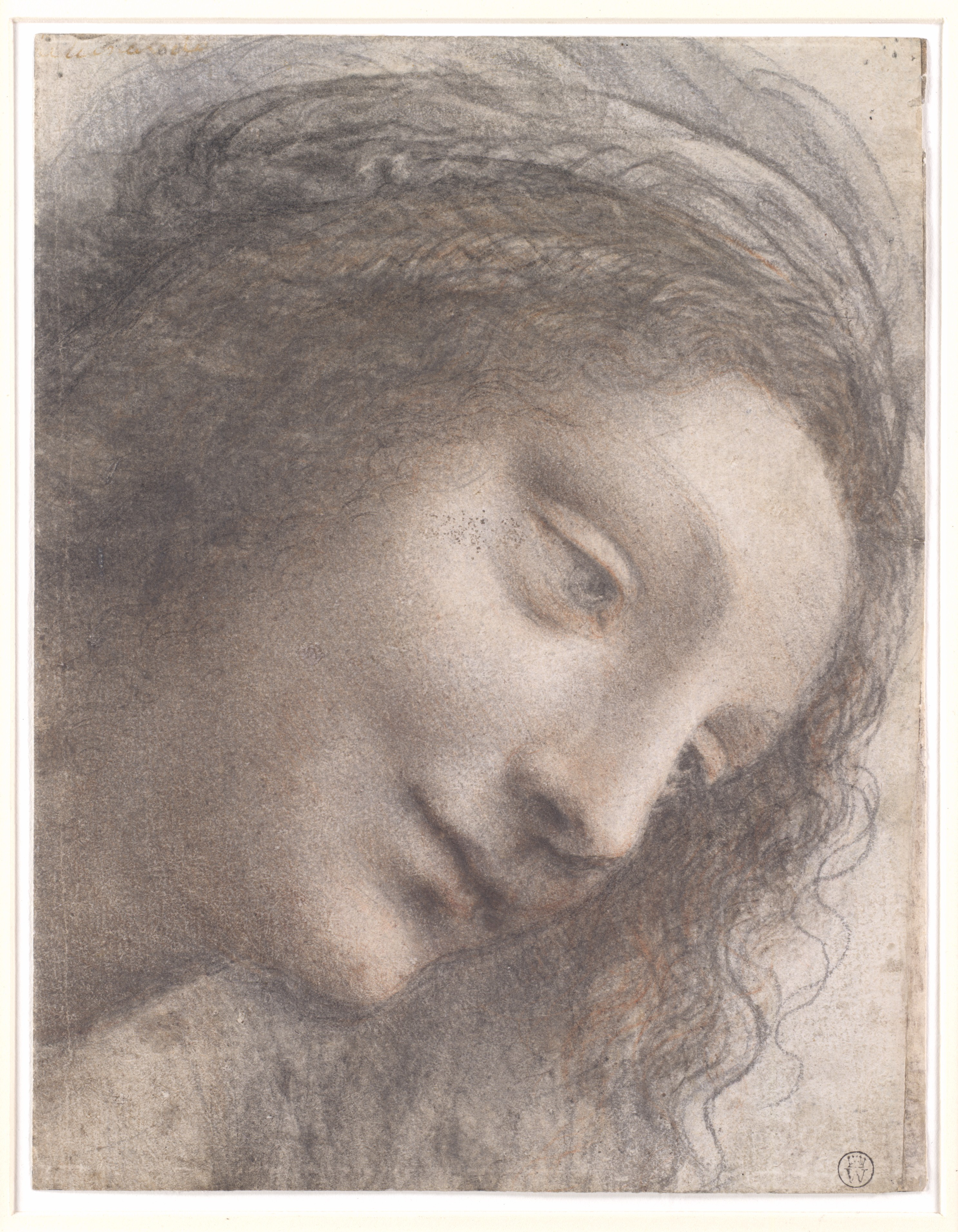
Tête de la Vierge de trois quarts à droite, entre 1507 et 1513, New York, Metropolitan Museum of Art, inv.1951 51.90, recto.
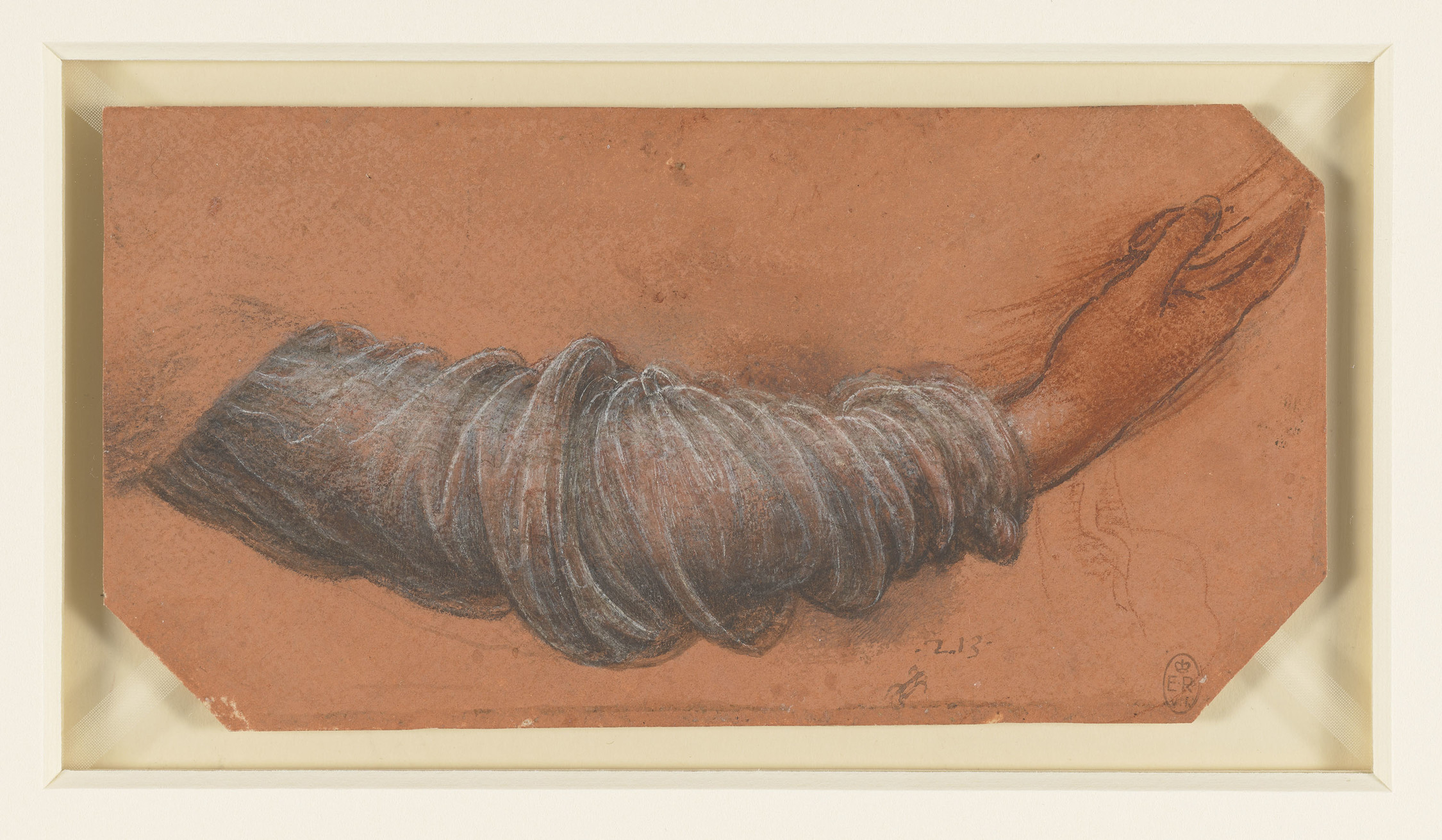
Étude pour le bras droit de la Vierge, vers 1510-1515, château de Windsor, no d'inv. RCIN 912532.

### Datation
Deux certitudes se dégagent des recherches des historiens de l'art : d'abord, une datation précoce est inenvisageable, notamment parce que Léonard de Vinci utilisait dans sa jeunesse artistique la pointe métallique et la plume ; à l'inverse, le dessin se rattache aux études tardives pour le tableau comme l'indique l'emploi d'une technique caractéristique de cette période.
Malgré ces indications, la datation fluctue selon les chercheurs. Au plus tôt, le site du musée du Louvre et Vincent Delieuvin avancent une datation identique, « vers 1507/1510 »,. Très proche de cette estimation, Kenneth Clark indique « vers 1508-1510 ». Françoise Viatte, en accord avec Carmen C. Bambach, demeure dans une estimation intermédiaire lorsqu'elle donne « 1510-1513 ». De leur côté, Carlo Pedretti et Sarah Taglialagamba annoncent « vers 1516-1517 », une datation très tardive, proche de la mort du peintre,, en s'appuyant sur le fait que l'œuvre « manifeste un écart à la fois conceptuel et visuel par rapport aux œuvres antérieures » et doit donc être repoussée dans la période française du peintre,.
Du fait de cette incertitude, certains chercheurs proposent une datation très large, comme Peter Hohenstatt qui écrit « vers 1503-1517 », ou assortie d'interrogations, comme Frank Zöllner et Johannes Nathan avec « vers 1501 ou 1510/11 (?) ».

### Attribution et cheminement de l'œuvre
Le dessin de l'Étude pour le drapé de la Vierge est attribué sans contestation à Léonard de Vinci,,,,,,,, : les chercheurs s'appuient notamment sur la présence des hachures typiques d'un gaucher réalisées à la gouache blanche pour marquer les parties éclairées. Néanmoins, il pourrait avoir été par la suite retravaillé par une autre main — peut-être un membre de l'atelier du maître.
Le cheminement de l'œuvre après sa création n'est recensé qu'à partir d'une période récente. Elle est inventoriée dans la collection du collectionneur d'art français Jean-Baptiste Jacques Wicar (1762-1834). Celui-ci la cède en 1823 au marchand d'art Samuel Woodburn (1783-1853),, auquel l'achète le portraitiste de la cour de George IV, sir Thomas Lawrence (1769–1830). Elle passe ensuite dans la collection d'art du roi Guillaume II des Pays-Bas. Mais, cette entité étant insolvable, elle est dispersée en 1849 à la mort du roi par son frère, Frédéric d'Orange-Nassau : sous le no 182, l'œuvre appartient donc à la « vente Guillaume II des Pays-Bas » qui a lieu à La Haye le 12 août 1850. C'est finalement le musée du Louvre qui l'acquiert en octobre 1851 en compagnie de 22 autres dessins de grands maîtres de la Renaissance italienne, après qu'elle a brièvement transité chez le marchand d'art Samuel Woodburn — celui-là même qui l'avait marchandée 27 ans plus tôt. Elle demeure conservée depuis dans les collections du musée.

## Une étude pourSainte Anne, la Vierge et l'Enfant Jésus jouant avec un agneau

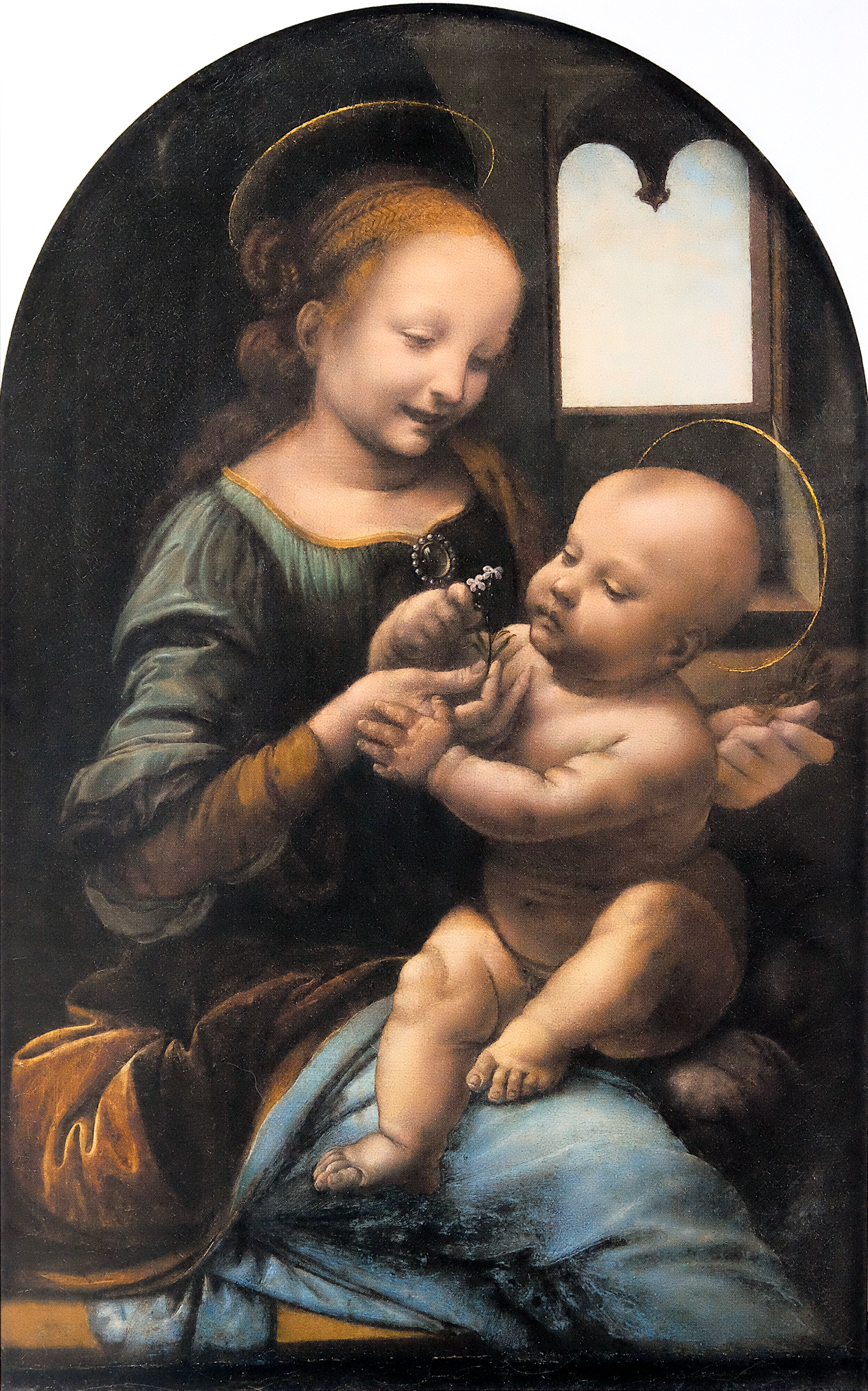
Léonard de Vinci, Madone Benois, musée de l'Ermitage, entre 1478 et 1482, Saint-Pétersbourg, no d’inv.ГЭ-2773.

Le dessin de l'Étude pour le drapé de la Vierge est unanimement reconnu comme une étude préparatoire au drapé du manteau de la Vierge du tableau de Sainte Anne, la Vierge et l'Enfant Jésus jouant avec un agneau conservé au Louvre,, même si l'angle de vue est légèrement différent.
Il a pu par le passé être considéré comme une étude pour le drapé de la robe de la Vierge dans la Madone Benois, datée entre 1478 et 1482, en raison de similitudes avec les études de ce tableau. Néanmoins, l'hypothèse n'est plus tenue, en particulier parce que le style du dessin et la nature du support ne correspondent pas à cette datation très précoce. De fait, cette ressemblance est plutôt à mettre au crédit de recherches formelles que le maître conduit au cours de sa carrière et qui se retrouvent dans L'Annonciation (1472-1475) et dans La Vierge aux rochers (version de Londres, datée entre 1491 et 1499 puis entre 1506 et 1508). Par ailleurs, plusieurs arguments confirment le lien avec le tableau du Louvre : la grande ressemblance visuelle entre les deux drapés — la position des jambes, du buste, et du bras gauche —, d'abord ; « l'emploi de cette feuille par les membres de l'atelier » dans leurs propres études pour des copies de l'œuvre ; la technique en termes d'usages de matériaux, enfin, qui le rapproche d'autres études se rapportant au tableau.
De fait, le dessin s'inscrit dans une série d'études autour du drapé des vêtements de la Vierge dont l'objet consiste, pour un premier à détailler l'effet du drapé sur sa jambe, et pour un second à résoudre le problème du repli du bord du manteau sur la hanche de la femme. La cohérence entre toutes ces études tient à la technique complexe, qui mêle les matériaux pour produire un effet pictural, dans le but de visualiser plus rapidement le résultat d'un tableau qui n'est alors pas encore achevé,.

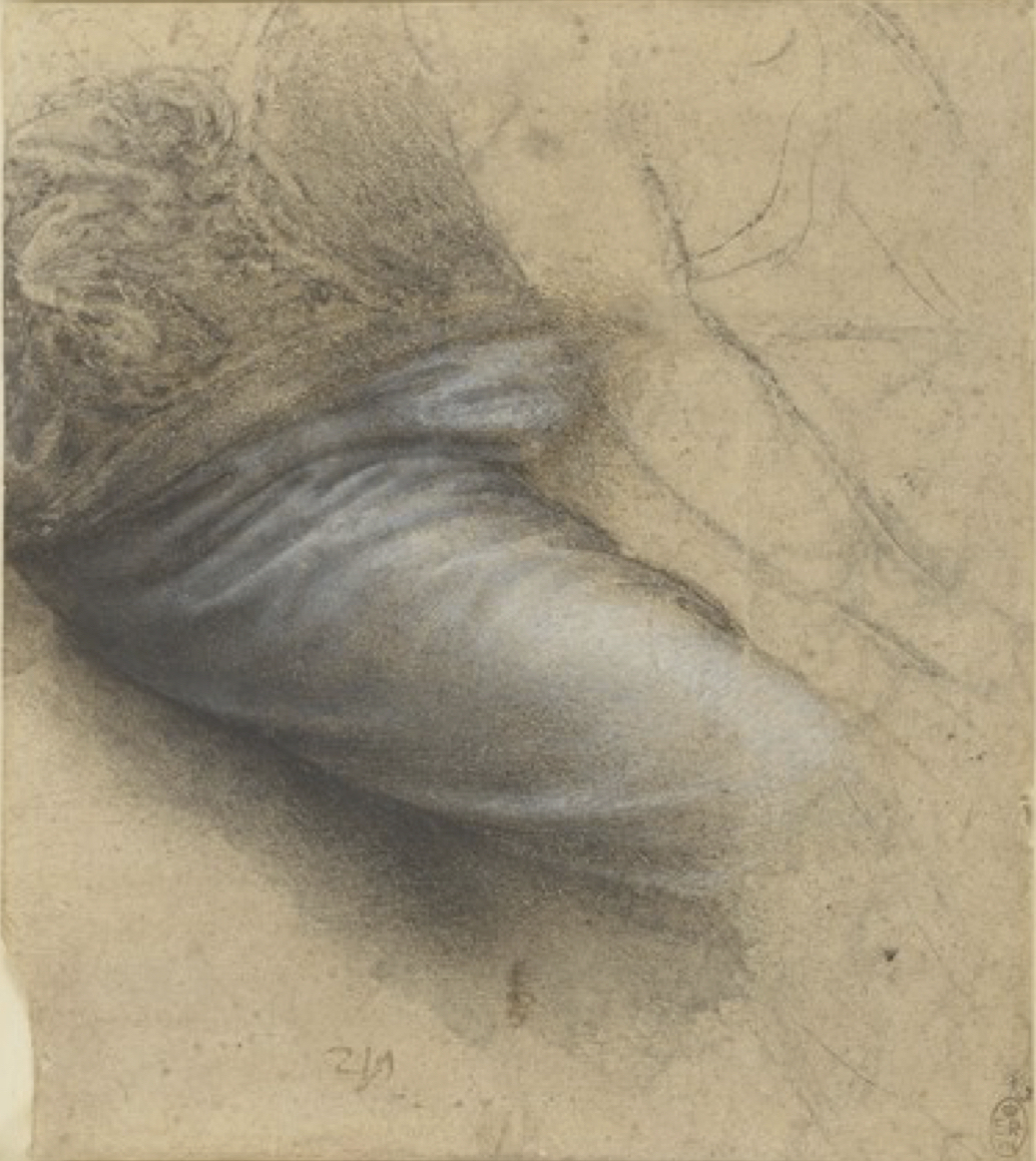
Étude pour le manteau de la Vierge, entre 1507 et 1517, château de Windsor, RL 12530.
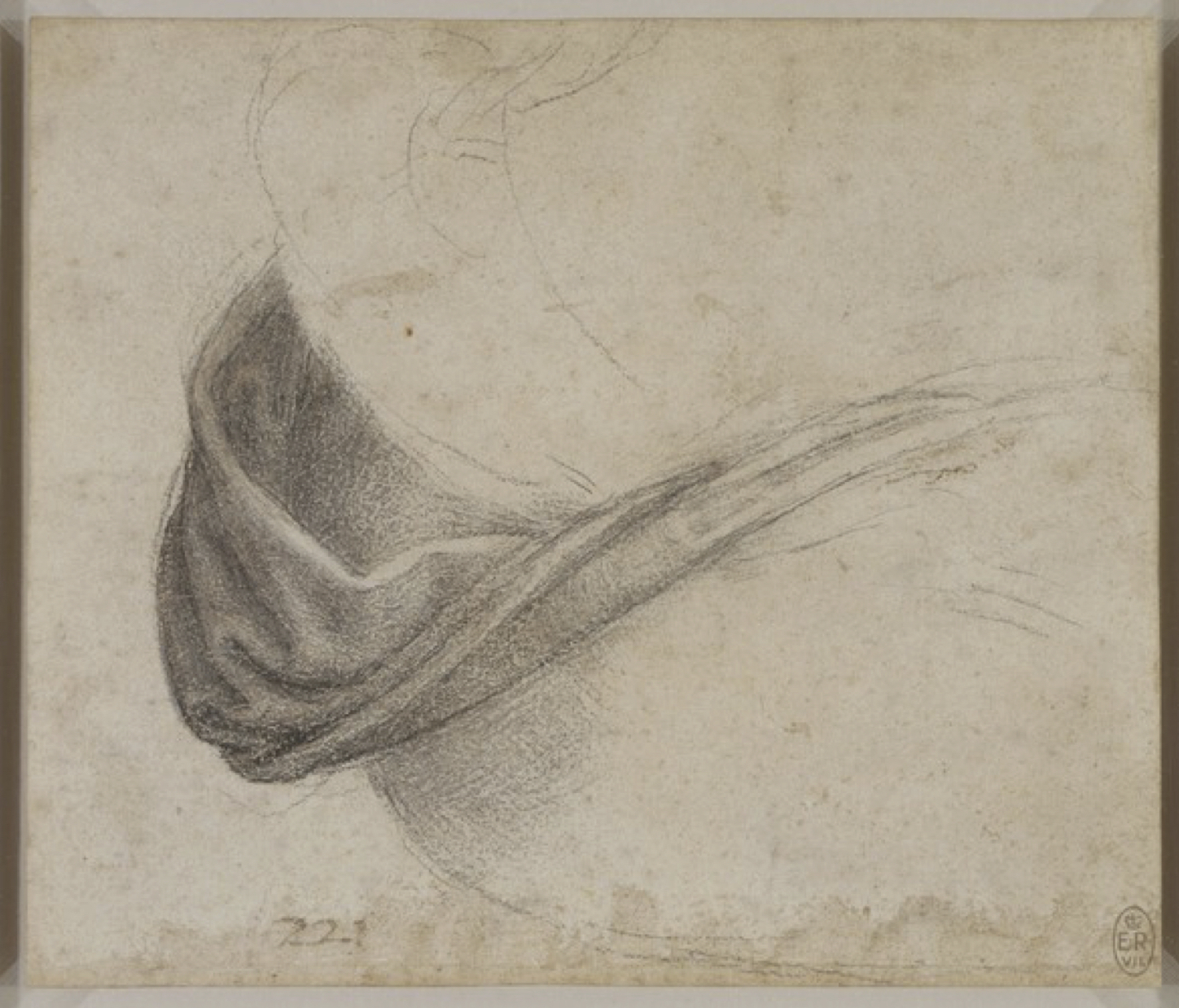
Étude pour le manteau de la Vierge, vers 1510-1515, château de Windsor, RL 12529.

Conservée au château de Windsor sous le numéro d'inventaire RL 12530, la première de ces études est datée entre 1507 et 1513, voire 1515-1517 et n'est véritablement achevée, à l'image de celle du Louvre, que dans la partie décrivant la cuisse droite de la figure. Quant au reste du corps — poitrine, bras, torse —, il n'est que grossièrement tracé. Son intérêt tient dans la grande précision des jeux de lumière qui sont attendus dans la peinture, complétant en cela l'Étude pour le drapé de la Vierge du Louvre. Néanmoins, les formes qu'elle décrit ne se retrouvent pas dans le tableau et elle pourrait constituer — pour les auteurs qui la font remonter vers 1507 — une première étape de réflexion permettant la création de l'Étude pour le drapé de la Vierge.
Il existe un autre drapé, également conservé à Windsor sous le numéro de référence RL12529 et daté vers 1510-1515. Il se concentre sur la manière de faire retomber un pan de tissu sur la hanche de la figure. Or si la composition de ce dessin — différente du dessin du Louvre — se retrouve telle quelle sur le tableau, ce n'est pas sans grandes hésitations. En effet, l'analyse scientifique de ce dernier par réflectographie infrarouge donne deux informations : dans la couche de laque rouge, le peintre a tracé l'esquisse de l'Étude pour le drapé de la Vierge du Louvre (no INV. 2257) ; puis, au moment de déposer la couche bleue, il a réduit ce motif pour adopter une forme identique au drapé de Windsor (no RL12529), forme qui n'évoluera plus par la suite. Une copie réputé fidèle du carton témoigne de cette hésitation du peintre concernant ce motif puisqu'on peut y voir un grand pan de tissu à l'image du drapé du Louvre.

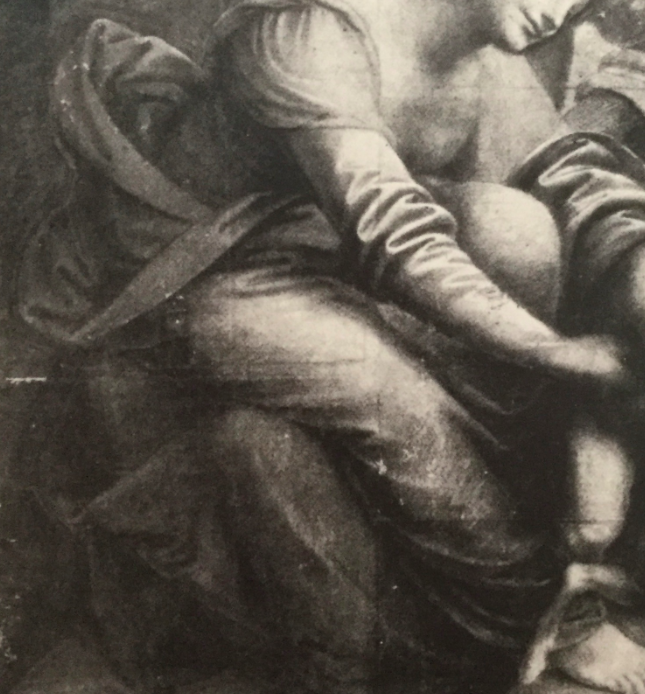
Le manteau de la Vierge au sein du carton Resta-Esterhazy (détail, vers 1503-1506, disparu).
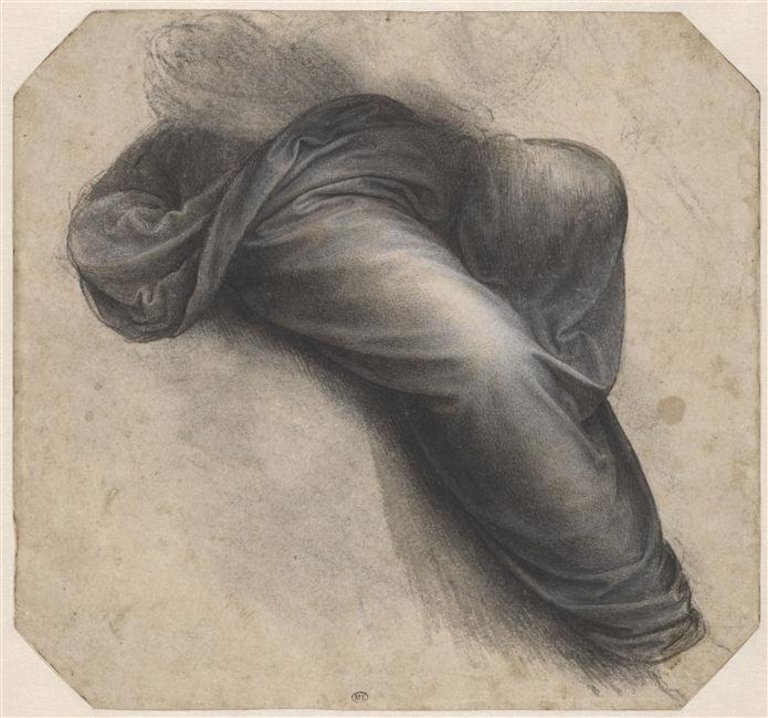
Étude pour le drapé de la Vierge (entre 1507 et 1517).
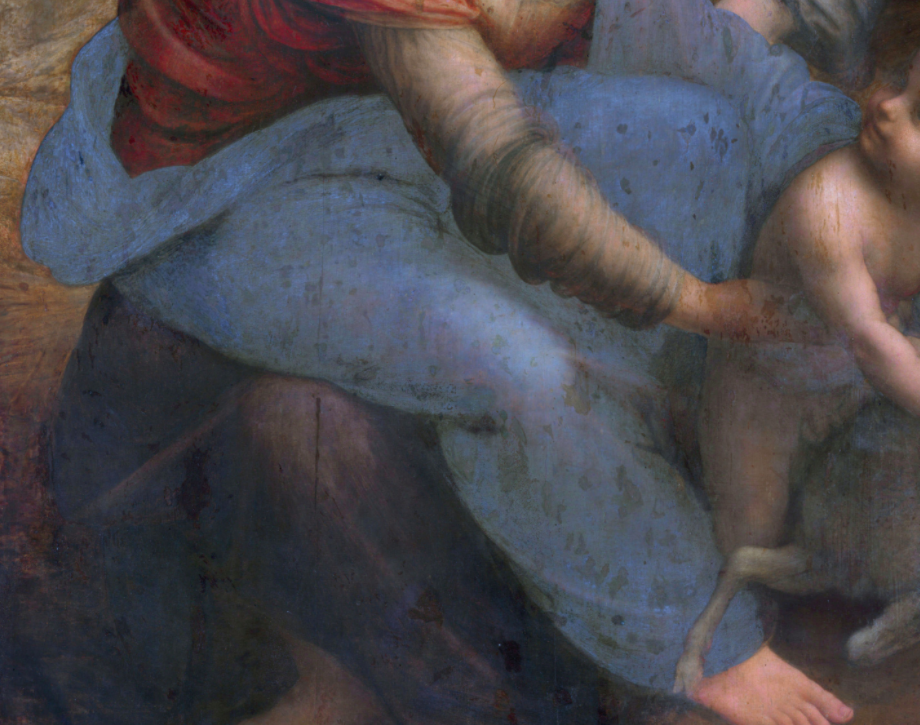
Drapé du manteau de la Vierge au sein de Sainte Anne, la Vierge et l'Enfant Jésus jouant avec un agneau (détail, 1503-1519, Paris, musée du Louvre, no inv. 776).

## Analyse

### Une œuvre d'une grande finesse technique

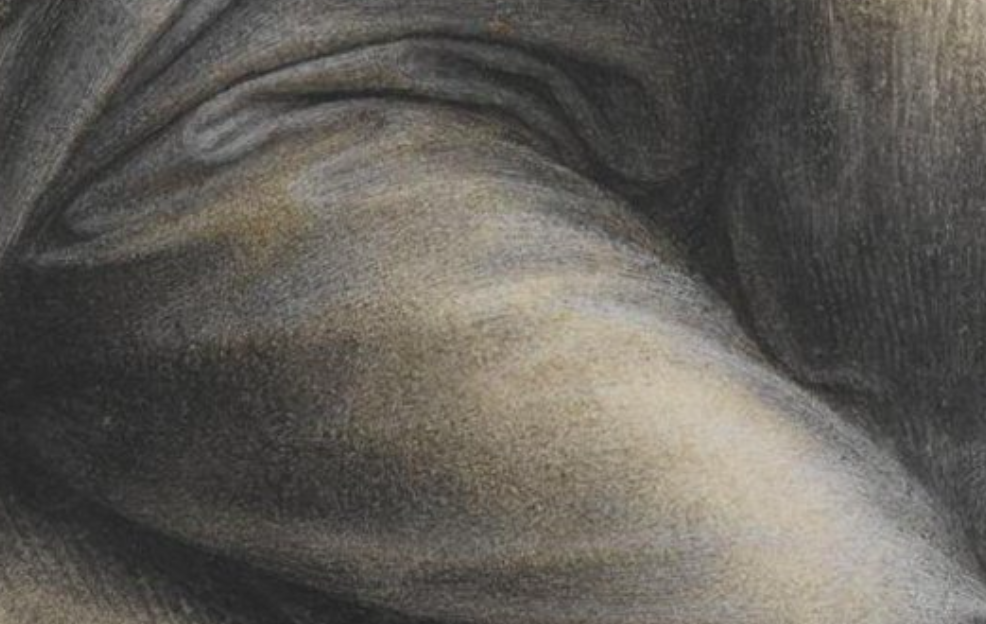
Un gros plan sur la cuisse droite permet d'apprécier la multiplicité des matériaux utilisés et la complexité de la technique déployée (détail).

Le dessin de l'Étude pour le drapé de la Vierge est à l'image des études tardives pour le tableau : grâce à la variété des matériaux utilisés, à la richesse et à la complexité de sa technique ainsi qu'à la minutie avec laquelle le peintre les met en place, il se veut très pictural. Par ailleurs, l'étude du drapé utilise une technique de sfumato par l'estompage des contours et décrit les reliefs selon une grande maîtrise technique, faisant alterner gouache blanche, craies et encre brune, lavis et hachurages. Le but est en effet de simuler au maximum l'effet qui sera obtenu en peinture.
Pour ce faire, le peintre commence par créer une sous-couche sombre puis crée un dessin dont il trace les contours à la pierre noire. Les parties consacrées au buste et au bras resteront en l'état. Afin de commencer à modeler les ombres, il estompe cette sous-couche. Ceci fait, il reprend son travail au pinceau au moyen de lavis bleus et brunâtres pour les ombres et le rehausse de gouache blanche en traçant des hachures verticales ou incurvées pour les parties éclairées.
De fait, l'œuvre est reconnue comme étant « infiniment soignée, poussée à un point extrême […], dans l'application minutieuse des pigments, dans la diversité même des inventions techniques », ce qui lui confère « une finesse particulière ». Au XIXe siècle, la finition fut ainsi jugée si parfaite par des chercheurs comme Eugène Müntz ou Frédéric Reiset qu'ils pensaient que le dessin portait des retouches récentes.

### L'art du drapé

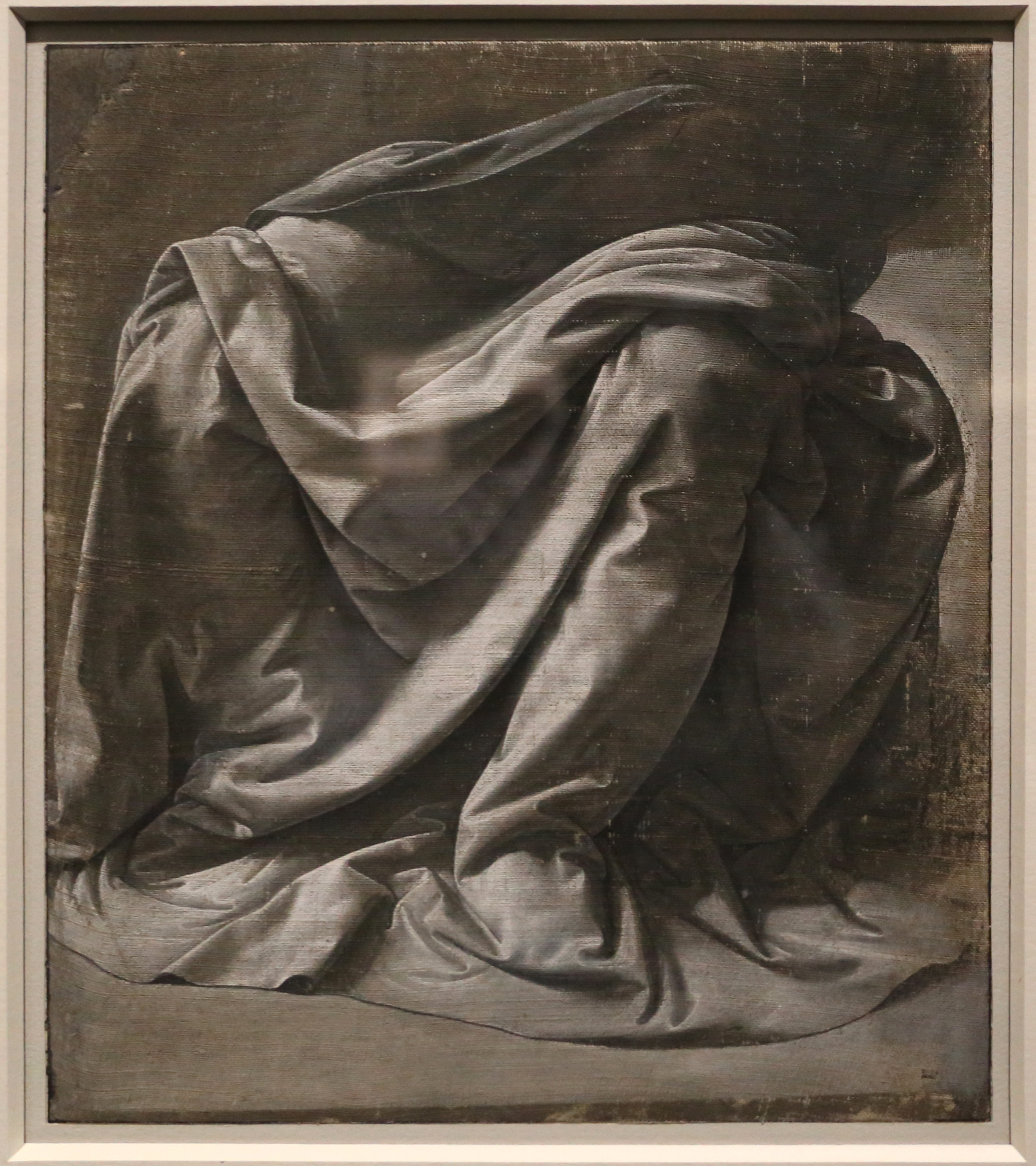
Léonard de Vinci, Drapé pour la partie inférieure d'une figure assise, vers 1475-1480, Paris, musée du Louvre, no inv.2255.

Le dessin de l'Étude pour le drapé de la Vierge présente une certaine complexité : s'y mêlent en effet le plissé du tissu — ici léger, là beaucoup plus profond — et les mouvements du corps qu'il épouse. De fait, il offre l'impression que le genou droit sort du tableau, il donne une cohérence entre les deux jambes pourtant de proportions différentes et expose la « viv[e] anim[ation] par de savants plis arrondis » du tombé d'un pan de tissu sur la hanche du personnage. Il résulte de tout cela un important effet de volume qui l'inscrit dans l'esprit de la sculpture classique.
Par ailleurs, le drapé met en œuvre l'équilibre dans le mouvement : il s'agit en effet pour le peintre de traduire la stabilité de Marie, assise sur les genoux de sa mère et n'ayant que son pied gauche comme point d'appui  ; par ailleurs, il expose un mouvement double, celui d'une personne penchée en avant et sur le point de se lever, ce qui se traduit dans la tension de la jambe droite.
Enfin le dessin de l'Étude pour le drapé de la Vierge témoigne de l'évolution de la maîtrise technique depuis les débuts du peintre. Par comparaison, la technique du Drapé pour la partie inférieure d'une figure assise (no inv.2255 conservé au département des arts graphiques du musée du Louvre), daté vers 1475, repose sur « une méthode dichromatique », c'est-à-dire qu'elle se construit sur l'importance des contrastes entre les parties exposées à la lumière et celles plongées dans l'ombre. Or l'Étude pour le drapé de la Vierge se fonde sur la douceur des alternances entre les ombres et les lumières ; il en résulte que « ce ne sont plus les parties éclairées qui décrivent, mais les ombres qui, tel un matériau magmatique, définissent l'exceptionnelle volumétrie de l'image ».

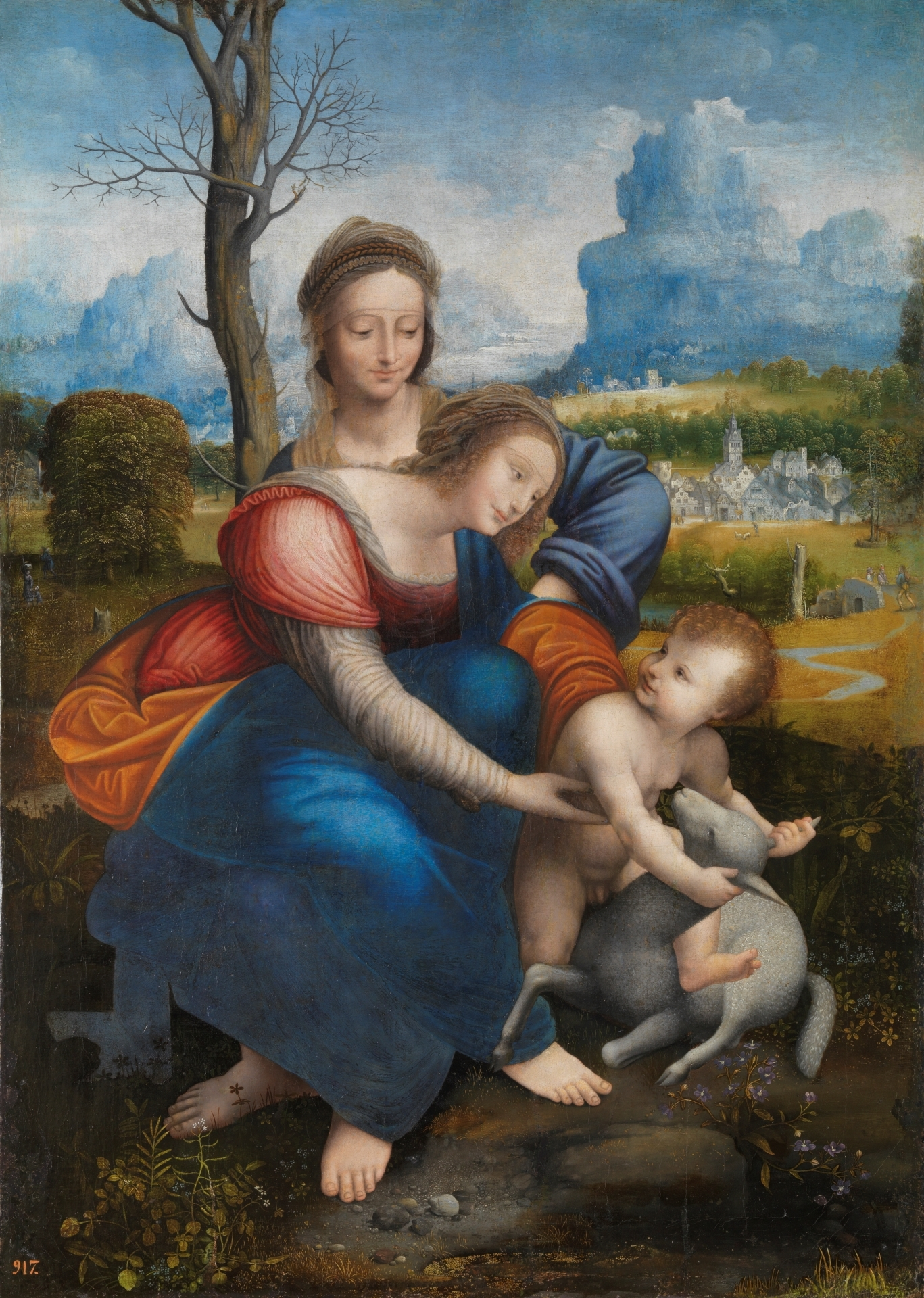
Atelier de Léonard de Vinci, Sainte Anne, la Vierge et l'Enfant jouant avec un agneau, vers 1508-1513 (?), Madrid, musée du Prado, no inv.P-349.

## Postérité
S'il ne fait pas l'objet de copies, le dessin donne lieu à des reprises dans des copies du tableau réalisées par des membres de l'atelier du peintre. Ces tableaux d'ateliers constituent en fait autant de prototypes pour le maître qui désire ainsi tester les motifs qu'il imagine et témoignent de l'avancée de sa réflexion pour son propre tableau : les versions d'atelier qui s'appuient sur le dessin de l'Étude pour le drapé de la Vierge s'identifient aisément parce qu'elles en empruntent le motif caractéristique du pan de tissu qui retombe sur la hanche de la Vierge — motif simplifié sur le tableau final. Au sein de l'ensemble des copies existantes, l'étude se retrouve ainsi par exemple dans un travail d'atelier datant vraisemblablement vers 1508-1513 et conservé à Madrid, au musée du Prado.